# Digitaria nematostachya
Digitaria nematostachya là một loài thực vật có hoa trong họ Hòa thảo. Loài này được (F.M.Bailey) Henrard mô tả khoa học đầu tiên năm 1950.